# 栾枝
栾枝（？—前622年），姬姓，栾氏，名枝，谥贞，又被称为栾贞子，是栾共叔之子，晋靖侯之孙栾宾的孙子，春秋时期晋国下军将。

## 为内应
公子重耳流亡国外的时候，栾枝、郤縠、狐突、先轸是他的内应。前637年十二月，栾枝、郤縠等人听说重耳在秦国，都暗中来劝重耳回国，于是秦穆公就派军队护送重耳回晋国，派人先通知栾枝、郤縠的党徒作内应。不久，晋怀公被杀，重耳回国即位。

## 城濮之战
前633年，楚成王包围了宋国，宋国向晋国求救。晋国在被庐举行蒐礼阅兵，建立了三个军。晋文公打算任命赵衰为卿，赵衰认为栾枝忠贞谨慎，可以担任辅佐，自己不如他，便让给栾枝。于是晋文公任命栾枝为下军将。
前632年四月初一，晋军与楚军在城濮对峙，晋文公对是否出战犹豫不决，狐偃坚持请战，晋文公问该如何报答楚国當年礼遇自己的恩惠。栾枝说：“汉水以北的姬姓诸国，楚国把它们全部吞并了。想着小恩惠，而忘记大耻辱，不如出战。”
楚国令尹成得臣派遣鬬勃向晋国挑战，说：“请让我们和貴国国君的力士来一次角力游戏，貴国国君靠在战车横板上观看，得臣可以陪同貴国国君一起观战。”晋文公派遣栾枝回答说：“我们国君知道您的意思了。楚君的恩惠至今不敢忘记，所以我们才退到这里。我们是以为大夫已经退兵了，我們难道敢抵挡楚君吗？既然不肯退兵，那就烦请您对贵军将士们说：‘准备好你们的战车，忠于你们国君的戰事’，我們將在明天早晨會面。”
四月初二，晋军在莘北摆开阵势，下军佐胥臣在战马上蒙上老虎皮，先攻楚国的右翼陈、蔡两军，陈、蔡两军奔逃，楚军的右翼溃散，狐毛派出前军两队兵马击退楚军的溃兵。栾枝让战车拖着木柴假装逃走，楚军追击晋国下军，先轸、郤溱率领晋国中军的公族拦腰袭击。狐毛、狐偃率领晋国上军夹攻鬬宜申，楚国的左翼溃散，楚军大败。成得臣及时下令收兵，中军得以不败。
城濮之战后，郑文公非常惶恐，派子人九和晋国讲和，栾枝进入郑国和郑文公订立盟约。五月初九，晋文公和郑文公在衡雍结盟。

## 蒐礼扩军
前629年秋季，晋国在清原举行蒐礼阅兵，建立五个军来抵抗狄人。栾枝仍为下军将。

## 殽之战
前628年冬，晋文公去世，次年春，秦穆公派兵偷袭郑国。晋国中军将先轸说：“秦君不听蹇叔的话，由于贪婪而劳动百姓，违反了民意，这是上天给予我们的机会。给予的不能丢失，敌人不能放走。放走敌人，就会发生祸患；违背天意，就不吉利。一定要进攻秦军。”栾枝说：“没有报答秦国的恩惠而进攻它的军队，心目中还有死去的国君吗？”先轸说：“我们有丧事，秦国不为我们悲伤，反而攻打我们的同姓国家，就是他们无礼，还讲什么恩惠？我听说：‘一天放走敌人，就是几代人的祸患。’为子孙后代打算，这可以对死去的国君交代了吧！”先轸便发动军队在崤山把秦军打得全军覆没，俘虏了秦国的孟明视、西乞术、白乙丙三名将军。

## 去世
前622年，栾枝去世，他的儿子栾盾继立。